# أيه جاي إنغليش
أيه جاي إنغليش (بالإنجليزية: A. J. English)‏ مواليد 11 يوليو 1967 في ويلمنغتون، هو لاعب كرة سلة أمريكي سابق. بدأ مسيرته الاحترافية في سنة 1990. تم اختياره من قبل فريق واشنطن ويزاردز خلال الدرافت. حمل الرقم 14. يبلغ طوله 6 قدم 3 بوصة (1.9 م). اعتزل اللعب في 2000. أحرز خلال مسيرته في الإن بي إيه 1502 نقطة بمعدل 9.9 نقاط في المباراة الواحدة.

## المسيرة الاحترافية
لعب مع واشنطن ويزاردز من سنة 1990 إلى 1992، ثم لعب مع فيرتوس روما في الدوري الإيطالي في سنة 1994، ثم لعب مع بشكتاش لكرة السلة في الدوري التركي في موسم 1996–1997.

## روابط خارجية
- أيه جاي إنغليش على موقع إن بي أي (الإنجليزية)
- أيه جاي إنغليش على موقع سبورتس رفرنس (الإنجليزية)
- أيه جاي إنغليش على موقع الدوري الإسباني لكرة السلة (الإسبانية)
- أيه جاي إنغليش على موقع كرة السلة الأوروبية.كوم (الإنجليزية)
- أيه جاي إنغليش على موقع ريلجم (الإنجليزية)
- أيه جاي إنغليش على موقع بروبوليرز (الإنجليزية)
- أيه جاي إنغليش على موقع سبورتس رفرنس (الإنجليزية)